# Strumigenys ananeotes
Strumigenys ananeotes — вид мурах підродини Myrmicinae. Описаний у 2019 році.

## Поширення
Відомий лише у типовому місцезнаходженні — у приватному саді в місті Солт-Лейк-Сіті в штаті Юта (США).

## Історія відкриття
У серпні 2018 року американський мірмеколог Джек Лонгіно (англ. Jack Longino) побачив в своєму саду чотирьох мурах, які виглядали нетипово для пустельного штату Юта. Згодом вчений знайшов ще більше особин в землі. Мурахи були схожі на ті види, які мешкають в тропічних лісах Центральної Америки або в листяних лісах східної частини США. Спостереження в лабораторії показало, що мурахи належать до зовсім нового виду. Лонгіно припустив, що ці мурахи, яким подобаються теплі, вологі місця проживання, в штаті Юта зазвичай жили під землею. Однак людська діяльність — зрошення землі і відкриття лісових парків, — ймовірно, «спонукала» мурах вийти на поверхню. Публікація з описанням нового виду вийшла у листопаді 2019 року.